# Mosquée Kalon
La mosquée Kalon ou Kalan, ce qui signifie « grande mosquée », est l'ancienne mosquée principale de Boukhara en Ouzbékistan.
Construite au début du XVIe siècle, sous les Chaybanides, à l'emplacement d'une ancienne mosquée du vendredi, elle pouvait accueillir douze mille fidèles.
Désaffectée au culte en 1924, elle a été inscrite, comme élément du centre historique de la ville, au patrimoine mondial de l'Unesco, en 1994. 
Par ses dimensions, elle est la plus importante mosquée de Transoxiane,  après celle de Bibi-Khanoum (1399-1404) à Samarcande
Elle se trouve en face de la médersa Mir-i Arab.

## Histoire
La mosquée actuelle a été construite sur l'emplacement d'autres mosquées ruinées.
La première aurait été édifiée à l'extrême fin du VIIIe siècle puis agrandie par Ismail Samani. Après s'être écroulé, puis avoir été victime d'un incendie, elle aurait été reconstruite au XIIe siècle. C'est dans ce second édifice, qu'en 1219, Gengis Khan serait entré à cheval avant de déclarer à ses troupes "le foin est coupé, donné du fourrage à vos chevaux !" puis de le faire raser ainsi que le reste de la cîté.
L'actuel mosquée fut, pour l'essentiel, bâtit avant 1514, comme l'atteste une inscription de sa façade. Elle attendra cependant encore 25 ans pour être doté, par Ubaid-ou-Allah ou par son fils Abd-ul-Aziz, de son actuel mirhab et du kok goumbaz, le grand dôme bleu qui domine celui-ci

## Architecture
La mosquée de 127 mètres par 78 mètres est de plan rectangulaire avec quatre iwans donnant sur une grande cour intérieure.
A l'est, l'accès depuis la place Po-i-Kalon se fait par un double iwan, l'un ouvrant sur la façade extérieure, l'autre sur la cour intérieure.
A l'ouest, un autre iwan, donne sur la salle de prière et le mirhab. La salle de prière, vraisemblablement autrefois maqsoura, est cruciforme et couronnée d'une coupole massive au-dessus d'un tambour orné de mosaïques. Le dôme qui la coiffe
Des galeries voûtées, au sud et au nord, ferment le périmètre, couvertes de 288 coupoles, soutenues par 208 gros piliers. Leurs façades sur cour sont également munies d'un iwan en leur centre.
Devant la maqsoura, un pavillon octogonal a été construit en 1915 à l'emplacement de la sépulture d'un des premiers imams de cette mosquée, par l'architecte boukhariote Chirine Mouradov, dans le portail intérieur. Ce pavillon sert de chaire.
Les façades de la mosquées sont revêtues de briques et de mosaïques recouvertes de glaçure colorée. La signature de l'architecte est lisible dans les ornements, Bayazide al-Pourani.

## Illustrations

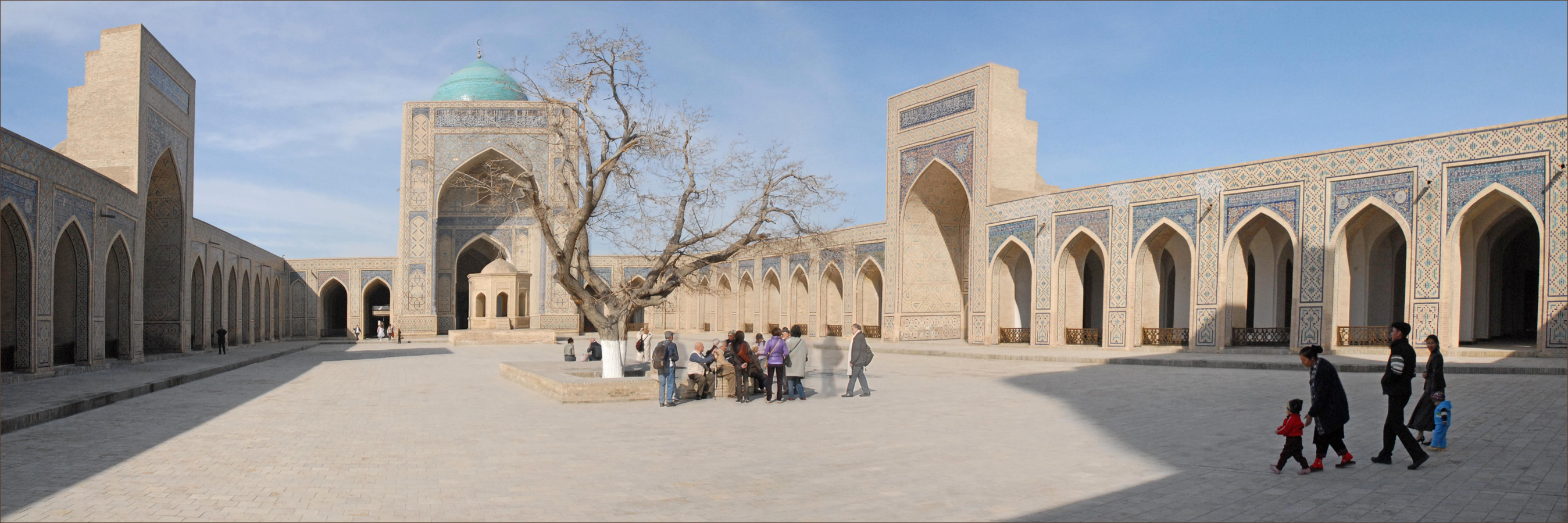
Cour de la mosquée

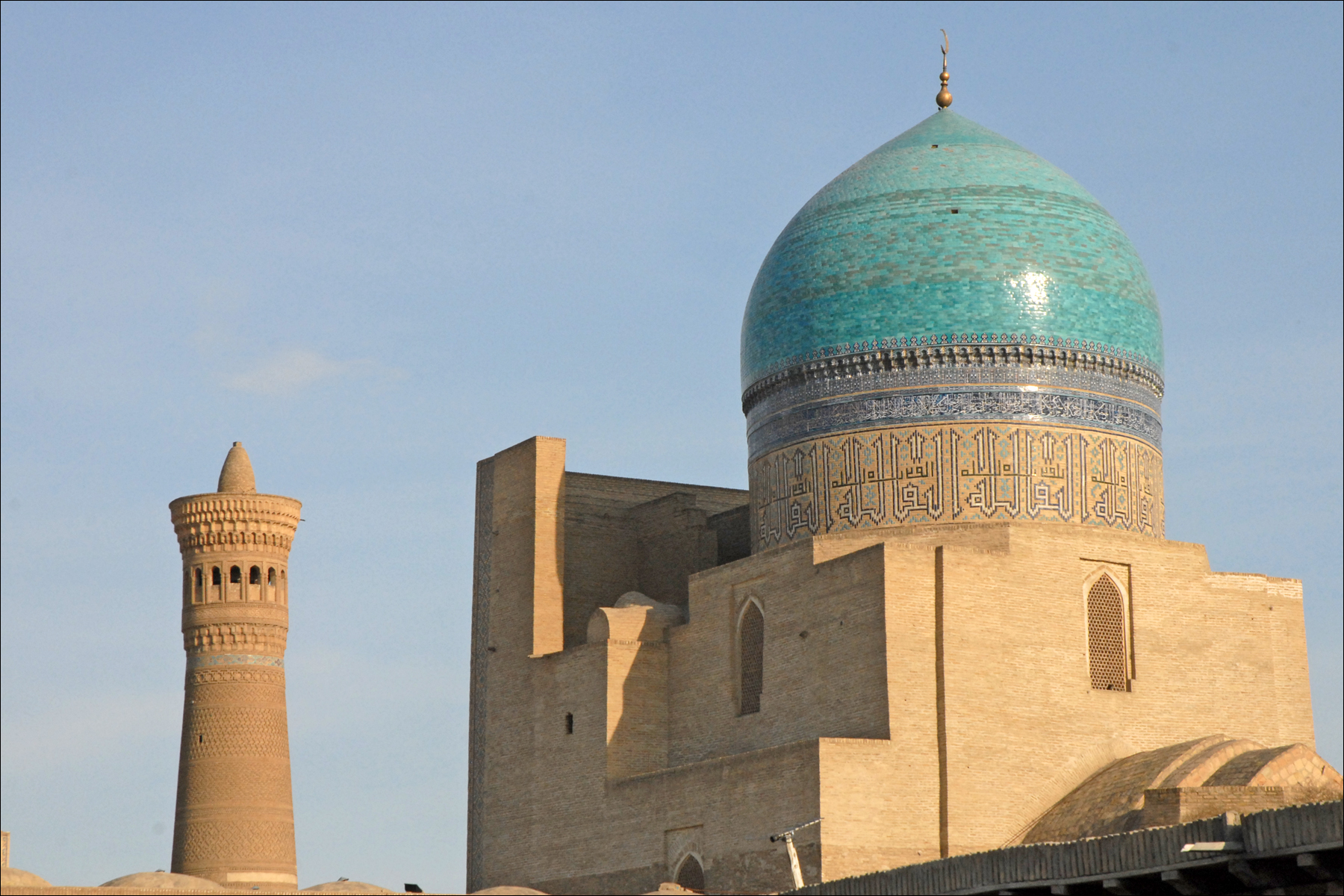
Le minaret et le dôme de la mosquée
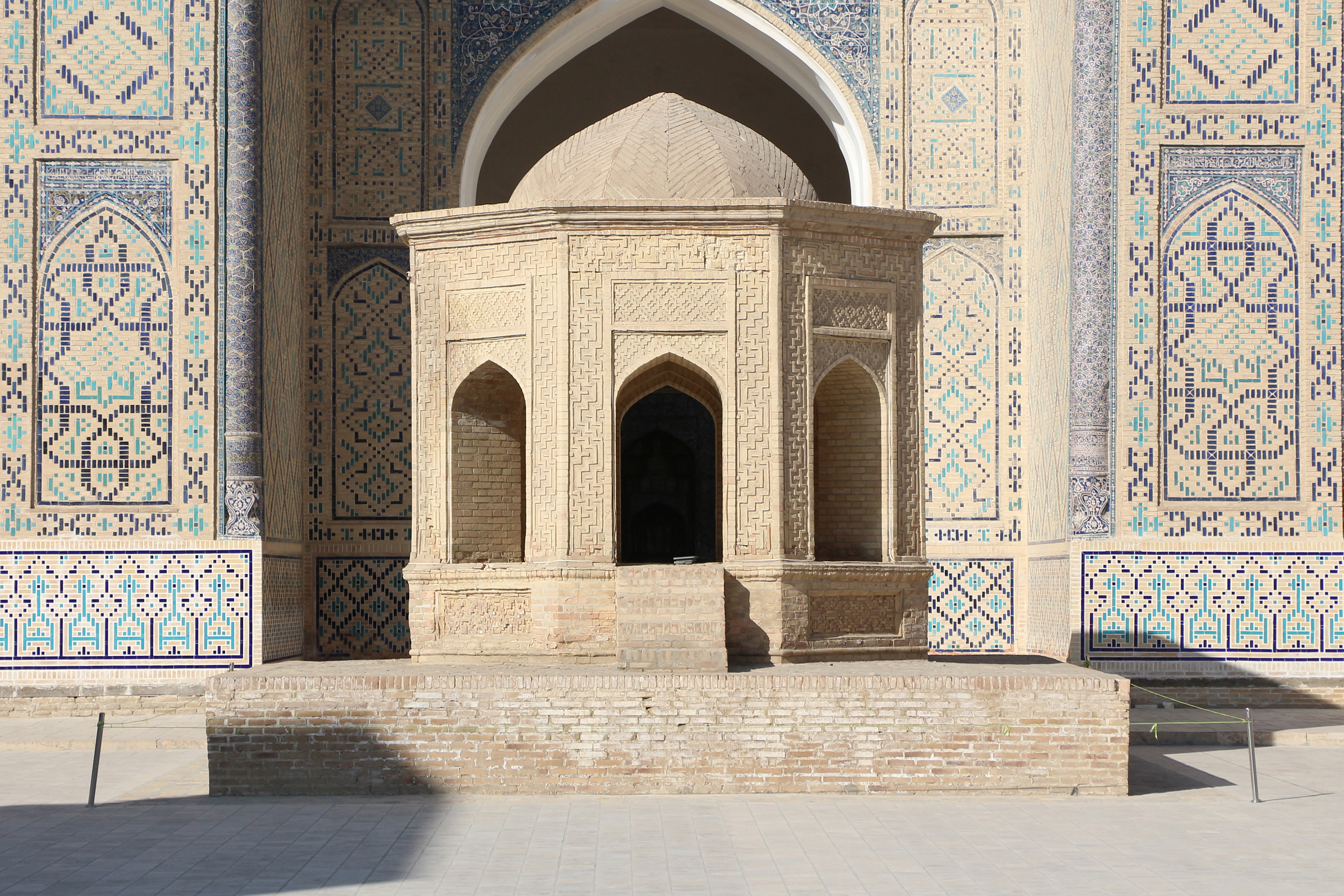
Le pavillon octogonal dans la cour intérieure
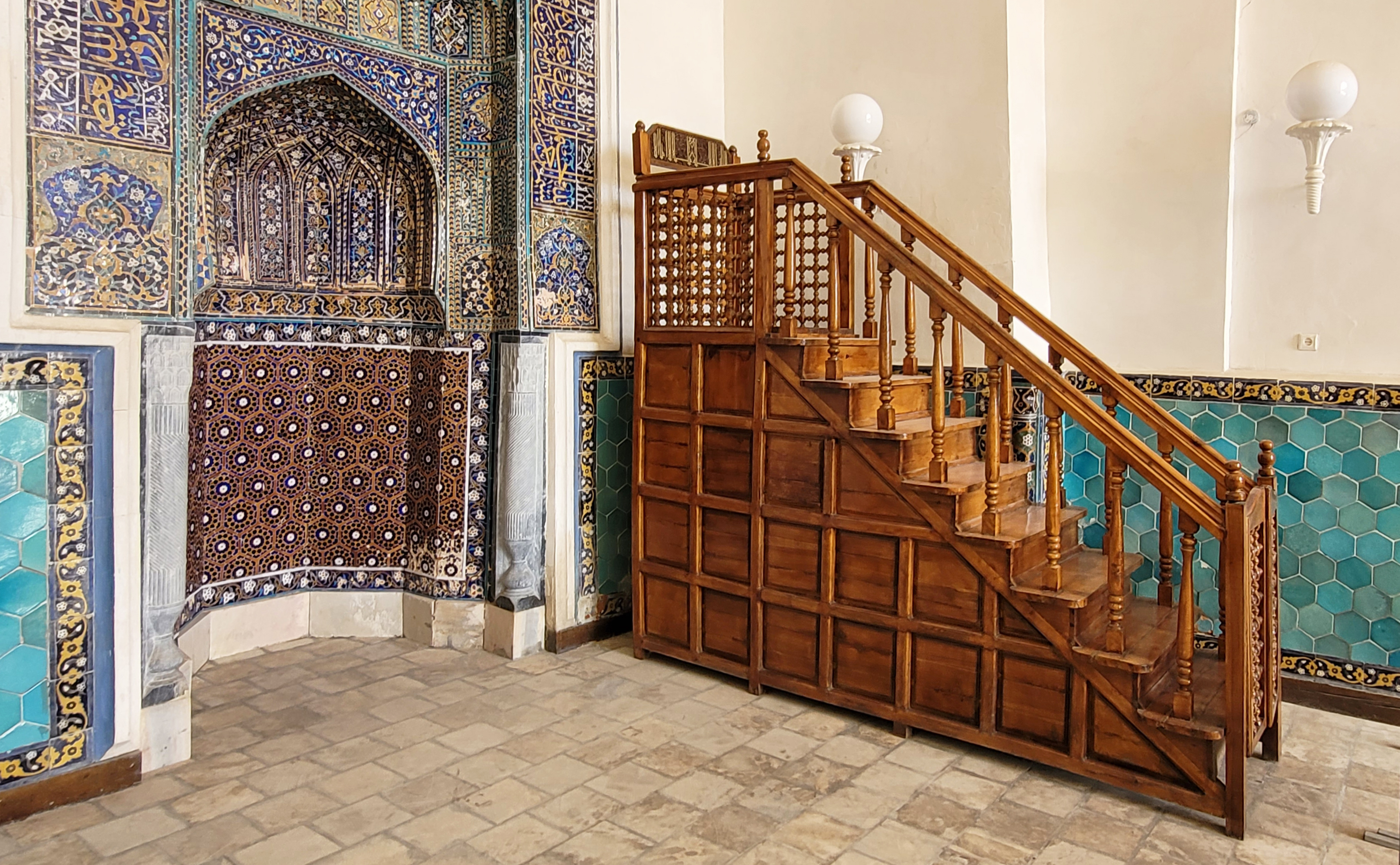
Le mihrab et le minbar de la mosquée
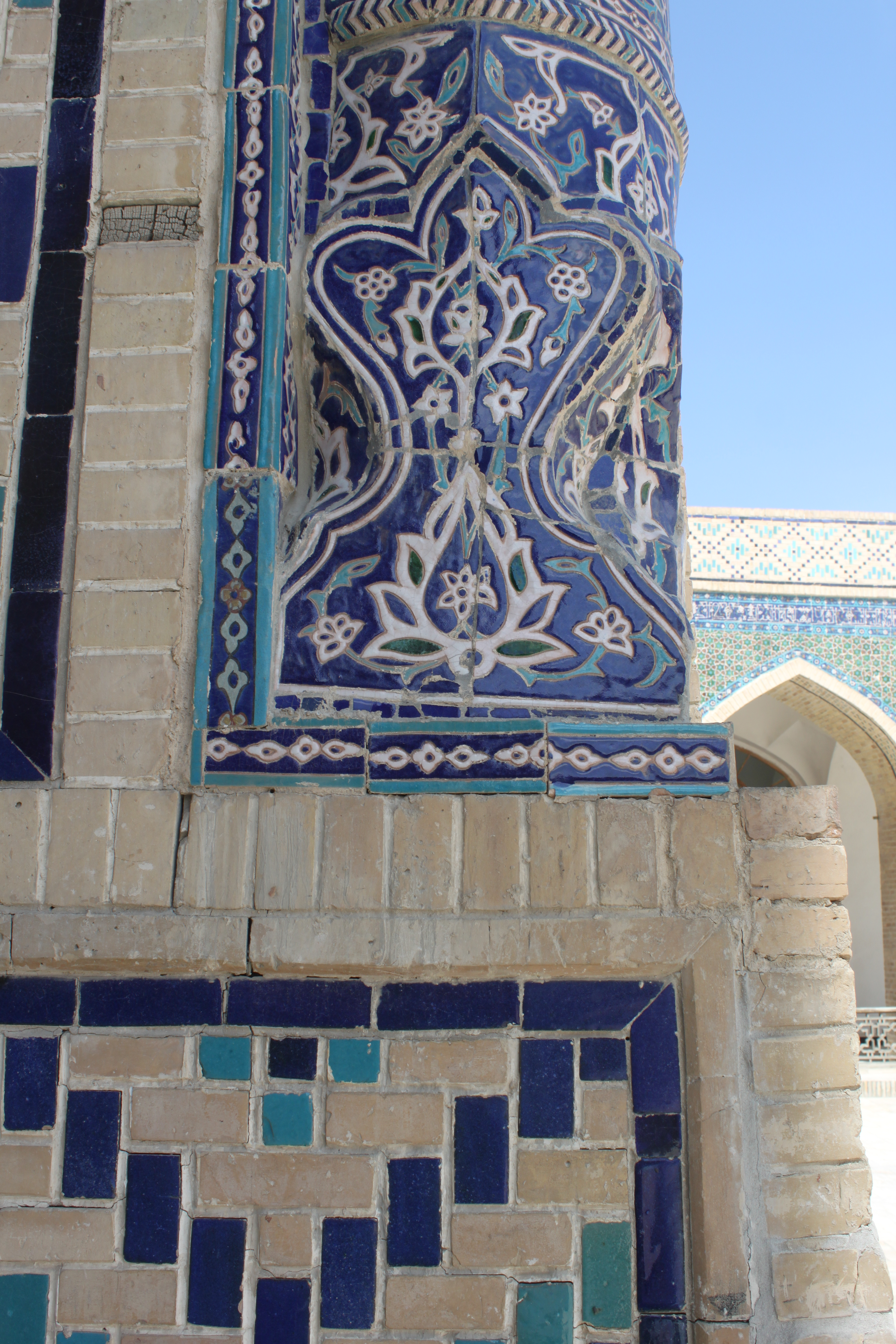
Détail d'ornementation

## Source
- (ru) Cet article est partiellement ou en totalité issu de l’article de Wikipédia en russe intitulé « Мечеть Калян » (voir la liste des auteurs).